# Grease (filme)
Grease (bra: Grease — Nos Tempos da Brilhantina) é um filme americano de 1978, dos gêneros comédia musical e comédia romântica baseado no musical de 1971 de mesmo nome de Jim Jacobs e Warren Casey. Escrito por Bronte Woodard e dirigido por Randal Kleiser em sua estreia no cinema, o filme retrata a vida do líder de uma gangue de greasers Danny Zuko e da australiana Sandy Olsson, que desenvolvem uma atração um pelo outro. O filme é estrelado por John Travolta como Danny, Olivia Newton-John como Sandy e Stockard Channing como Betty Rizzo, a líder das Pink Ladies.
Lançado em 16 de junho de 1978, Grease teve sucesso crítico e comercialmente, tornando-se o filme musical de maior bilheteria de todos os tempos na época. O orçamento de Grease foi de 6 milhões de dólares, com arrecadação mundial de 396 milhões de dólares, sendo, até hoje, um dos filmes musicais de maior arrecadação de bilheteria nos Estados Unidos. O seu álbum de trilha sonora terminou 1978 como o segundo álbum mais vendido do ano nos Estados Unidos, atrás apenas da trilha sonora de 1977 do blockbuster Saturday Night Fever (que também estrelou Travolta) e recebeu a sua solitária indicação ao Oscar por "Hopelessly Devoted to You" (que perdeu o Oscar de melhor canção original para "Last Dance" de Donna Summer do filme Thank God It's Friday no Oscar 1979).
A sequência, Grease 2, foi lançada em 1982, estrelada por Maxwell Caulfield e Michelle Pfeiffer como uma nova classe de greasers. Poucos membros do elenco original reprisaram seus papéis. John Travolta e Olivia Newton-John voltariam a atuarem juntos no filme de 1983 Two of a Kind. Em 17 de agosto de 2009 houve a estreia de Somos tú y yo, uma série de televisão inspirada no filme estreou na Venezuela. O show explora e expande os personagens e a história do filme. Em 31 de janeiro de 2016, foi ao ar na Fox o especial de televisão Grease: Live!, um musical adaptado ao vivo, usando componentes do filme de 1978 e do espetáculo original da Broadway. Estrelando Julianne Hough, Aaron Tveit e Vanessa Hudgens, a adaptação recebeu críticas positivas e dez indicações ao Emmy. Em março de 2019, foi anunciado que uma prequela, intitulado Summer Loving, está atualmente em desenvolvimento no estúdio de cinema Paramount Players. O projeto será uma colaboração de produção conjunta com a Temple Hill Productions e a Picturestart Productions. John August assinou contrato para atuar como roteirista.

## Elenco
- John Travolta como Danny Zuko, que vive uma vida dupla como líder da gangue de greasers T-Birds e como namorado de Sandy
- Olivia Newton-John como Sandy Olsson, a namorada de Danny e uma australiana expatriada e ingênua, que se transforma também em uma greaser
- Stockard Channing como Betty Rizzo, namorada de Kenickie e a líder cínica da panelinha das Pink Girls
- Jeff Conaway como Kenickie Murdoch, o melhor amigo de Danny, o namorado de Rizzo e o dono do Greased Lightnin'
- Barry Pearl como Doody, um membro do T-Birds; ele emparelha com Frenchy na dança da escola
- Michael Tucci como Sonny Lantieri, um pretendente a encrenqueiro dos T-Birds que corteja Marty com pouco sucesso ao longo do filme
- Kelly Ward como Putzie, um membro da T-Birds, cuja relação com Jan se constrói ao longo do filme
- Didi Conn como Frenchy Palardino, a amiga mais próxima de Sandy nas Pink Ladies e uma aspirante a esteticista
- Jamie Donnelly como Jan Martin, um membro peculiar das Pink Ladies com um gosto por creme dental Ipana
- Dinah Manoff como Marty Maraschino, um membro das Pink Ladies cuja atração atrai regularmente a atenção dos homens, incluindo Sonny e Vince Fontaine.
- Eve Arden como diretora McGee, que demonstra desconforto nos acontecimentos do Rydell High.
- Dody Goodman como Secretária Blanche Hodel, que gosta mesmo das palhaçadas na escola.
- Sid Caesar como técnico Vince Calhoun, o professor de ginástica e técnico durão de todas as equipes perdedoras da escola perenemente
- Eddie Deezen como Eugene Felsnick, o nerd da turma
- Susan Buckner como Patty Simcox, a líder de torcida e rival pelas afeições de Danny
- Lorenzo Lamas como Tom Chisum, um atleta popular que compete pelas afeições de Sandy
- Dennis C. Stewart como Leo "Craterface" Balmudo, líder dos Scorpions, uma gangue rival de greasers
- Annette Charles como Charlene "Cha-Cha" Di Gregorio, namorada de Leo
- Joan Blondell como Vi, uma garçonete no Palácio Frosty
- Ellen Travolta como garçonete
- Frankie Avalon como Teen Angel
- Edd Byrnes como Vince Fontaine, personalidade no ar na rádio e na televisão KZAZ
- Sha-Na-Na como Johnny Casino and the Gamblers, uma banda de rock and roll que se apresenta em um baile no filme
- Alice Ghostley como Sra. Murdock, uma professora de oficinas de automóveis desonesta que ajuda a construir o Greased Lightnin' para os T-Birds
- Darrell Zwerling como Sr. Lynch
- Dick Patterson como Sr. Rudie
- Fannie Flagg como enfermeira Wilkins

## Produção

### Elenco
John Travolta já havia trabalhado com o produtor Robert Stigwood no filme Saturday Night Fever, teve uma carreira de cantor nascente na época (incluindo o top-10 hit "Let Her In" em 1976), e já havia aparecido como Doody em uma produção de turnê da versão de palco de Grease. Ele fez uma série de recomendações de elenco que Stigwood finalmente aceitou, incluindo sugerir Randal Kleiser (que nunca havia dirigido um filme para o cinema antes disso, mas dirigiu Travolta no telefilme de 1976 The Boy in the Plastic Bubble) como diretor, e Olivia Newton-John, então conhecida quase exclusivamente como uma cantora pop e country vencedora do Grammy, como Sandy. Newton-John tinha feito pouca atuação antes deste filme, com apenas um crédito cinematográfico (o inédito de 1970, Toomorrow, que antecedeu sua carreira de cantora) em seu nome até aquela época. Antes de aceitar o papel, Newton-John solicitou um teste de tela para Grease para evitar outro revés na carreira. O teste de tela foi feito com a cena do drive-in. Newton-John, que é nativa da Inglaterra e viveu a maior parte de sua vida na Austrália, foi incapaz de se apresentar com um sotaque americano convincente e, assim, sua personagem foi reescrita para ser australiana. Antes de Newton-John ser contratada, Allan Carr estava considerando inúmeros nomes como Ann-Margret, Susan Dey e Marie Osmond para o papel principal. Em um caso de vida imitando a arte, a carreira musical de Newton-John sofreria uma transformação semelhante à da personagem Sandy Olsson; seu próximo álbum, depois de Grease, o provocativamente intitulado Totally Hot, apresentava uma abordagem muito mais sexual e pop, com Newton-John aparecendo na capa do álbum com roupas de couro e cabelos curtos semelhantes.
Jeff Conaway, como Travolta, já havia aparecido na versão teatral de Grease; ele fez Danny Zuko durante o show na Broadway. Jamie Donnelly reprisou seu papel como Jan no show da Broadway, o único membro do elenco a fazê-lo; como o cabelo dela começou a ficar cinza nesse ponto, ela teve que pintar o cabelo para se parecer com sua personagem de palco. Kelly Ward já havia aparecido como uma personagem de apoio sarcástico similar em The Boy in the Plastic Bubble com Travolta, sob Kleiser; ele foi escalado como Putzie, um personagem quase novo.
Lorenzo Lamas foi um substituto de última hora de Steven Ford, que que desenvolveu o medo do palco pouco antes de filmar e recuou. Seu papel não continha nenhum diálogo falado e exigia que Lamas pintasse seu cabelo de loiro para evitar parecer um dos T-Birds.
A estrela de filmes adultos Harry Reems foi originalmente contratado para interpretar o técnico Calhoun; no entanto, os executivos da Paramount rejeitaram a ideia, preocupados com o fato de sua reputação como ator pornográfico iria impedir o retorno de bilheteria no sul dos Estados Unidos, e produtores lançaram Sid Caesar em seu lugar. César foi um dos vários veteranos da televisão dos anos 50 (Eve Arden, Frankie Avalon, Joan Blondell, Edd Byrnes, Alice Ghostley, Dody Goodman) a ser escalado para cargos de apoio.

### Pós-produção
Cenas dentro do Palácio Frosty contêm óbvio embaçamento de vários sinais da Coca-Cola. Antes do lançamento do filme, o produtor Allan Carr fez um acordo de colocação de produtos com a principal concorrente da Coca-Cola, a Pepsi (por exemplo, um logotipo da Pepsi pode ser visto na sequência de abertura animada). Quando Carr viu as imagens da cena com os produtos e placas da Coca-Cola, ele ordenou que o diretor Randal Kleiser refizesse a cena com produtos da Pepsi ou removesse os logotipos da Coca-Cola da cena. Como as refilmagens foram consideradas muito caras e demoradas, foram usadas máscaras ópticas para encobrir ou desfocar as referências da Coca-Cola. O 'embaçamento' encobria sinalização de marca registrada e um pôster de parede grande, mas um cooler vermelho com o logotipo não podia ser suficientemente alterado, então não foi alterado. De acordo com Kleiser, "só esperávamos que a Pepsi não reclamasse. Eles não o fizeram".
Devido a um erro de edição, uma cena final na qual Danny e Sandy se beijam foi removido da edição final e perdida antes de seu lançamento nos cinemas. A cena foi preservada apenas em preto e branco; Kleiser tentou ter a filmagem existente colorida e restaurada no filme para o relançamento do filme em 1998, mas estava insatisfeito com os resultados. A cena está incluída como um extra no lançamento do vídeo caseiro do 40º aniversário, e Kleiser espera fazer outra tentativa de colorir as imagens que são efetivas o suficiente para que as imagens sejam inseridas no filme como ele pretendia no 50º aniversário do filme em 2028.

## Lançamento e recepção

### Bilheteria
Grease foi originalmente lançado nos cinemas norte-americanos em 16 de junho de 1978 e foi um sucesso imediato nas bilheterias. Em seu fim de semana de estreia, o filme arrecadou US$8,941,717 dólares em 862 cinemas nos Estados Unidos e no Canadá, ficando em segundo lugar (atrás de Jaws 2) nas bilheterias do fim de semana e com os recordes de fim de semana de estreia de todos os tempos. Apesar de perder o fim de semana, estabeleceu um recorde em seus primeiros 19 dias, com US$40,272,000.
Nos Estados Unidos e no mundo, tornou-se o musical de maior bilheteria de sempre, superando o recorde de 13 anos de The Sound of Music, com um faturamento mundial de US$341 milhões.
Foi relançado em março de 1998 pelo seu 20º aniversário, onde arrecadou mais US$28 milhões nos Estados Unidos e no Canadá.
Ele permaneceu como o musical de maior bilheteria até 2012, quando foi superado por Les Misérables e o campeão americano até 2017, quando foi superado por Beauty and the Beast. Grease é agora o sétimo musical live-action de maior bilheteria em todo o mundo.
Uma nova emissão do seu 40º aniversário em 2018 arrecadou US$1 milhão.
Até o momento, Grease arrecadou US$189,969,103 no mercado interno e US$206,2 milhões no mercado internacional, totalizando US$396 milhões em todo o mundo.

### Crítica
No site agregador de críticas Rotten Tomatoes, 75% das 71 resenhas dos críticos são positivas, com uma classificação média de 6,7/10. O consenso crítico do site diz que "é um musical agradável e energético com músicas contagiantes e uma homenagem ao amor jovem que nunca envelhece". O Metacritic, que usa uma média ponderada, atribuiu ao filme uma pontuação de 70 em 100, baseado em 15 críticos, indicando críticas "geralmente favoráveis". Grease foi eleito o melhor musical de todos os 100 maiores musicais do Channel 4 em 2004. O filme também foi classificado em 21º lugar na lista da Entertainment Weekly dos 50 Melhores Filmes da High School.

## Trilha Sonora
O álbum da trilha sonora encerrou 1978 como o segundo álbum mais vendido do ano nos Estados Unidos, superado apenas por outro álbum da trilha sonora, do filme Saturday Night Fever, que também foi estrelado por Travolta. A música "Hopelessly Devoted to You" foi indicada ao Oscar de melhor canção original. A música "You're the One That I Want" foi lançada como single antes do lançamento do filme e se tornou um sucesso imediato, apesar de não estar no palco ou ter sido visto no filme na época. Além disso, o número da dança You're the One That I Want" foi indicado ao prêmio da TV Land por "Seqüência de dança do filme que você reproduziu em sua sala" em 2008. No Reino Unido, os dois duetos entre Travolta/Newton-John, "You're the One That I Want" e "Summer Nights", foram os sucessos número um e a partir de 2011 ainda estão entre os 20 singles mais vendidos de todos os tempos (nos nº 6 e 19, respectivamente). A música-título do filme também foi um sucesso número um para Frankie Valli.
A música "Look at Me, I'm Sandra Dee" refere-se a Sal Mineo na versão original do palco. Mineo foi assassinado um ano antes de filmar, então a fala foi mudada para se referir a Elvis Presley. As referências a Troy Donohue, Doris Day, Rock Hudson e Annette Funicello são da versão original do palco. Coincidentemente, esta cena, assim como a cena anterior e a cena posterior, foram filmadas em 16 de agosto de 1977, data da morte de Elvis Presley.
Algumas das músicas não estavam presentes no filme; As músicas que aparecem no filme, mas não na trilha sonora, são "La Bamba", de Ritchie Valens, "Whole Lotta Shaking Going On", de Jerry Lee Lewis, "Alma Mater", "Alma Mater Parody" e "Rydell Fight Song". "Alone at a Drive-in Movie (instrumental)", "Mooning" e "Freddy My Love" não estão presentes no filme, embora todos os três estejam listados nos créditos finais, além de estar na trilha sonora. (Ambos "Mooning" e "Rock'n'Roll Party Queen", o último dos quais foi tocado no filme como música de fundo, foram escritos no musical para um personagem chamado Roger que foi escrito fora do filme, substituído pelo não-cantante Putzie. Em geral, todas as músicas do musical que foram interpretadas por personagens que não Danny, Rizzo, Sandy, Johnny Casino ou o Teen Angel foram tiradas do filme ou dadas a outros personagens, incluindo o número de Marty Maraschino "Freddy My Love", "Greased Lightnin'" de Kenickie's, e "Those Magic Changes" de Doody) Duas músicas do musical, "Shakin' at the High School Hop" e "All Choked Up", ficaram de fora tanto do filme quanto da trilha sonora.
As músicas aparecem no filme na seguinte ordem:
- 1. "Love is a Many-Splendored Thing"
- 2. "Grease"
- 3. "Alma Mater"
- 4. "Summer Nights" – Danny, Sandy, Pink Ladies e T-Birds
- 5. "Rydell Fight Song" – Rydell Marching Band
- 6. "Look at Me, I'm Sandra Dee" – Rizzo e Pink Ladies
- 7. "Hopelessly Devoted to You" – Sandy
- 8. "Greased Lightnin'" – Danny e T-Birds
- 9. "La Bamba"
- 10. "It's Raining on Prom Night"
- 11. "Whole Lotta Shakin' Goin' On"
- 12. "Beauty School Dropout" – Teen Angel and Female Angels
- 13. "Rock n' Roll Party Queen"
- 14. "Rock n' Roll is Here to Stay" – Johnny Casino e the Gamblers
- 15. "Those Magic Changes" – Johnny Casino e the Gamblers; Danny canta na tela
- 16. "Tears on My Pillow" – Johnny Casino e the Gamblers
- 17. "Hound Dog" – Johnny Casino e the Gamblers
- 18. "Born to Hand Jive" – Johnny Casino e the Gamblers
- 19. "Blue Moon" – Johnny Casino e the Gamblers
- 20. "Sandy" – Danny
- 21. "There Are Worse Things I Could Do" – Rizzo
- 22. "Look at Me, I'm Sandra Dee (Reprise)" – Sandy
- 23. "Alma Mater Parody" (instrumental)
- 24. "You're the One That I Want" – Danny, Sandy, Pink Ladies, e T-Birds
- 25. "We Go Together"
- 26. "Grease (Reprise)"

## Premiações
- Recebeu uma indicação ao Oscar, na categoria de Melhor Canção Original ("Hopelessly Devoted to You").
- Recebeu 5 indicações ao Globo de Ouro, nas seguintes categorias: Melhor Filme - Comédia/Musical, Melhor Ator - Comédia/Musical (John Travolta), Melhor Atriz - Comédia/Musical (Olivia Newton-John) e Melhor Canção Original ("Grease" e "You're the One that I Want").